# Axel Büring
Axel Büring (* 12. Juli 1967 in Meppen) ist ein deutscher Volleyball-Trainer.

## Werdegang
Axel Büring spielte als Jugendlicher seit 1978 Volleyball beim USC Münster. Seit 1990 war er Trainer beim USC Münster, ab 1994 trainierte er beim USC bis 2015 (mit einer Unterbrechung 2001/02) die Volleyball-Bundesliga-Mannschaft der Frauen, mit der er zahlreiche nationale und internationale Titel errang. Zwischenzeitlich war er 1998/99 auch Bundestrainer der Frauen-Nationalmannschaft. Nach einer schweren Beinverletzung im Januar 2013 musste Büring bis Mai 2013 pausieren.
Von 2016 bis 2020 trainierte Büring die Drittliga-Männer des TSC Münster-Gievenbeck. Von 2017 bis 2020 war er als Sportdirektor auch wieder beim USC Münster angestellt. Von 2020 bis 2023 war Büring Trainer der Zweitliga-Männer des FC Schüttorf 09.

## Persönliches
Axel Büring ist seit 2017 verheiratet mit der ehemaligen Volleyballspielerin Andrea Berg, mit der er auch seit 2016 eine Tochter hat. Außerdem hat Büring eine Tochter aus seiner ersten Ehe.